# Bornholm (schip, 1930)
M/S Bornholm (1930) was het tiende schip van de Dampskibsselskabet paa Bornholm af 1866.

## M/SBornholm
Ze werd gebouwd door scheepsbouwer Burmeister & Wain, Kopenhagen DK (570), opgeleverd in 1930 en in de vaart genomen.
Toen M/S Bornholm in 1930 te water werd gelaten bedroeg de Tonnage 1350 bruto registerton, 804 netto registerton en 570 doodgewicht. Ze kon 170 passagiers vervoeren en had een open brug. Ze werd ingezet op de route Rønne - Kopenhagen. Tot en met september 1940 heeft ze voor Dampskibsselskabet paa Bornholm af 1866 gevaren.

## M/SRagnvald Jarl
In 1940 werd het schip verkocht aan Det Nordenfjeldske Dampskibsselskab (NFDS) en omgedoopt naar Ragnvald Jarl.
Na een grondige verbouwing in 1942 bij de Frederikstad mekaniske verft werd het schip op 30 oktober 1942 ingezet tussen Trondheim en Tromsø. Deze verbouwing kostte de rederij 2.995.000 NOK en werd de capaciteit verhoogd naar 1789 bruto registerton, 992 netto registerton en 570 doodgewicht. Ze kon nu 540 passagiers vervoeren. Van 21 september 1944 tot aan mei 1945 werd ze door de Duitse bezetter gebruikt voor troepen transport. Vanaf juli 1945 werd ze weer als veerboot ingezet.
In februari 1956 werd de nieuwgebouwde snelboot Ragnvald Jarl geleverd, en werd de oude Ragnvald Jarl omgedoopt naar M/S Harald Jarl.

## M/SNordland
Later dat jaar (26 juli 1956) werd het schip voor 3.000.000 NOK verkocht aan de Duitse rederij Lübeck Linie AG en naar M/S Nordland omgedoopt. Na wederom een verbouwing werd de capaciteit verhoogd naar 1808 bruto registerton, 992 netto registerton en 570 doodgewicht. Ze werd nu gecertificeerd voor 470 passagiers en werd voorzien met 170 slaapplaatsen. Ook de schoorsteen werd vervangen, welke meer moderne en lager was dan de voorganger. Er was nu ook plaats voor 25 auto's.
Vanaf 1958 kwam ze in dienst op de route Helsingborg - København - Travemünde.

## M/SSuvetar
In 1970 werd het verkocht aan de Finse rederij Oy Carelia Lines en omgedoopt naar M/S Suvetar.

## Nederland
Later dat jaar (1970) werd het schip aan de Nederlandse Scheepsbouw mij. Nieuwe Waterweg verkocht. Er zijn daar verder geen gegevens over bekend.
In 1974 maakte het schip haar laatste reis naar Spanje om gesloopt te worden.
In haar 44 jaar heeft het schip verschillende verbouwingen ondergaan, maar haar Dieselmotor, een zescilinder 4-takt EV DM Dieselmotor gebouwd door Burmeister & Wain in Kopenhagen, heeft heel die 44 jaar gewerkt. Met 1600 PK kon 14 knopen behaald worden.
Skandia · Heimdal · Hjalmar · Thor · Bornholm · Skandia · Ørnen · Heimdal · Frem · Bornholm · Hammershus · Østersøen · Rotna · Ella · Kongedybet · Østersøen · Bornholm · Thorkild Lund · Bornholm · 66-Paketten · Bornholmerpilen · Hammershus · Rotna · Isefjord · Hammershus · Rotna · Povl Anker · Jens Kofod · Julle · Peder Olsen · Gute · Villum Clausen · Dana Hafnia · Clare · King Of Scandinavia · Bora Mari · Rügen · Vilja · Dueodde · Hammerodde · Skania · Leonora Christina